# Turraea lanceolata
Turraea lanceolata är en tvåhjärtbladig växtart som beskrevs av Antonio José Cavanilles. Turraea lanceolata ingår i släktet Turraea och familjen Meliaceae. Inga underarter finns listade i Catalogue of Life.